# Guy Berryman
Guy Rupert Berryman (Kirkcaldy, 12 de abril de 1978), também conhecido como Guy Berryman, é um multi-instrumentista escocês, mais conhecido como o baixista da banda Coldplay.

## Coldplay
Berryman começou um curso de engenharia na University College London. Logo depois, ele saiu de seu curso de engenharia e começou um curso de arquitetura de sete anos. Ele abandonou o seu curso um ano depois de se concentrar ser o baixista do recém-formado Coldplay, banda em que entrou quando viu Chris Martin e Jonny Buckland tocando na faculdade. Enquanto seus companheiros de banda ainda mantinham os seus cursos, Berryman trabalhava como barman em um bar local de Londres.
Durante a Twisted Logic Tour, de divulgação do terceiro álbum, X&Y, Berryman tirou fotos cotidianas da banda com câmeras descartáveis e as jogou no público durante suas apresentações.

## Vida pessoal
Berryman estudou em uma escola pública da Escócia, The Edinburgh Academy, e em Kent na Kent College Canterbury, antes de ir à University College London. Em 2004, Berryman se casou com Joanna Briston, sua namorada de infância, na qual estavam juntos por aproximadamente 12, 13 anos.  com uma cerimônia discreta na Cidade de Westminster. Eles têm uma filha, Nico, nascida em 17 de setembro de 2006. Em março de 2007, o porta-voz do Coldplay confirmou que Guy e Joanna se separaram após três anos de casamento. Agora eles estão divorciados,mas Guy continua vendo muito sua filha, Nico.  Guy Berryman começou a namorar a modelo holandesa, Keshia Gerrits, desde 2011. Hoje em dia, eles são noivos e tem dois filhos: Lucien Berryman, nascido em 27 de agosto de 2018 e Bea Berryman, nascida em 2021.
Berryman tem 1,75 de altura.
Berryman é um corredor de maratona ávido e gosta de correr em parques ou em lugares mais próximos dos bairros ao redor dos hotéis sempre que a banda está em turnê. Ele também tem interesse em fotografia, moda e dispositivos electrónicos.
Berryman possui uma jukebox retro, estilo vintage, e coleciona vinis de 7 polegadas para colocar nela. Ele brinca dizendo que ele sabe que "todas as lojas de vinil em segunda mão em cada cidade dos E.U.A. são grandes." Berryman disse uma vez, em um concerto, estar chocado com o falecimento de James Brown.
De acordo com um artigo publicado pelo MSN UK em abril de 2008, Berryman tem uma fortuna estimada de £25 milhões.
De acordo com o "Oracle" do Coldplay.com, Guy tem um irmão, Mark Berryman, atualmente vivendo na Escandinávia e também uma irmã, chamada Lisa Berryman.     
Atualmente, Guy Berryman é diretor/chefe da revista Road Rat Magazine, participa de corridas e eventos com sua coleção de carros e também tem algumas empresas em seu nome.

## Outros projetos musicais

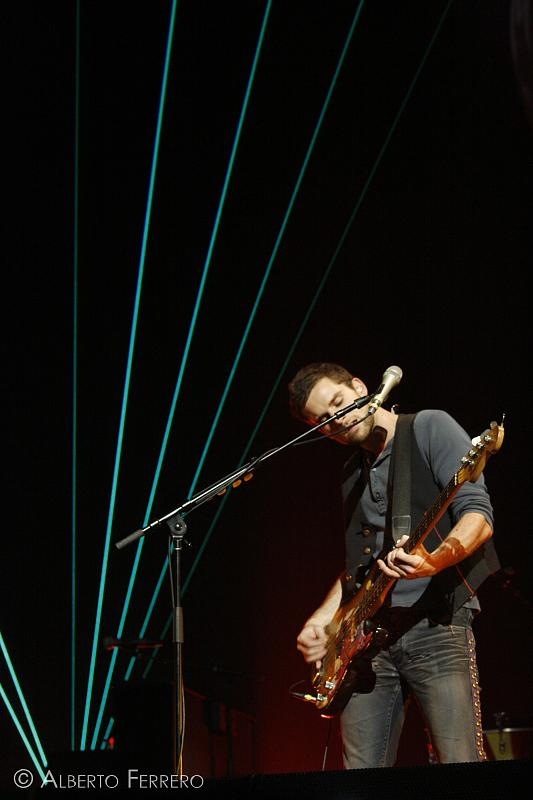
Berryman tocando o Baixo durante um show do Coldplay em 2008 na Viva la Vida Tour em Milão

Em 2004, Guy (e Will Champion) colaboraram com Magne Furuholmen do a-ha, para seu primeiro álbum solo Past Perfect Future Tense, tocando a música  "Kryptonite".
Em 2008, Berryman participou do filme Soundtheme de Umi em Shanghai. Ele também tocou o baixo no A Dot of Black in the Blue of Your Bliss em Furuholmen.
No mesmo ano, ele colaborou com Magne Furuholmen, Jonas Bjerre (do Mew) e Martin Terefe sob o nome da banda Apparatjik para o tema da série da BBC2 Amazon. O tema está disponível, juntamente com faixas exclusivas de diversos outros artistas da Survival International no álbum de caridade Songs for Survival. Apparatjik anunciou recentemente em suas páginas Twitter e Facebook que uma faixa nova chamada "Electric Eye" estará disponível no dia 30 de novembro, como um download gratuito em seu site. Apparatjik fez uma performance ao vivo na décima primeira edição do transmediale clube, um festival anual em Berlim, que teve lugar entre 28 de janeiro e 07 fevereiro de 2010. Este primeiro show de Apparatjik ocorreu dentro de um cube construído especialmente no WMF numa segunda-feira, 1 de fevereiro de 2010. No mesmo dia, aconteceu o lançamento de seu álbum de estreia, intitulado We Are Here. Berryman é canhoto, mas prefere tocar o baixo da maneira ortodoxa.

## Créditos não-musicais
Berryman foi creditado com o fornecimento de fotos para o encarte do álbum Foot of the Mountain, lançado pela banda pop Norueguêsa a-ha em 2009.